# 쓰나정
쓰나정(津名町, つなちょう)은 예전에는 효고현 남동부에 존재했던 쓰나군의 정이다. 2005년 4월 1일 쓰나정 및 아와지정, 호쿠단정, 이치노미야정, 히가시우라정 등 5개 정·촌이 합병하여 아와지시가 신설되고 폐지되었다.